# 团泽镇
团泽镇，是中华人民共和国贵州省遵义市汇川区下辖的一个乡镇级行政单位。

## 行政区划
团泽镇下辖以下地区：
团泽社区、上坪村、蒲台村、高台村、木杨村、群兴村、三联村、和平村、四合村、洪江村和大坎村。